# 畑崎李果
畑崎李果（はたさき ももか、2006年8月17日 - ）は、千葉県出身のフィギュアスケーターである。
主な成績、全日本フィギュアスケートジュニア選手権4位など

## 人物
2017年初めて出場した全日本ノービス選手権で、本田紗来に次いで2位となる。
2018年にはノービスAクラスになり、東京選手権で優勝。
全日本ノービスで4位、全日本ジュニアで23位だった。
2019年東京選手権で連覇、全日本フィギュアスケートノービス選手権では、前日に高熱にあい心配されていたが3フリップでアテンションが取られる以外は全てのジャンプで加点のつくハイレベルな演技で初優勝した。
全日本フィギュアスケートジュニア選手権では、ショートでコンビネーションにミスが出るが8位につけた。
フリーでは冒頭の3ルッツ＋3ループでダウングレード、3ループでも回転不足、3フリップでアテンションが取られたが、美しいスピン・ステップで観客を魅了し、フリーで4位、総合でも4位に入る大健闘を見せた。